# Liste der Gemeindeverbände im Département Indre-et-Loire
Das Département Indre-et-Loire liegt in der Region Centre-Val de Loire in Frankreich. Es untergliedert sich in 11 Gemeindeverbände.
Siehe auch: Liste der Gemeinden im Département Indre-et-Loire

## Gemeindeverbände

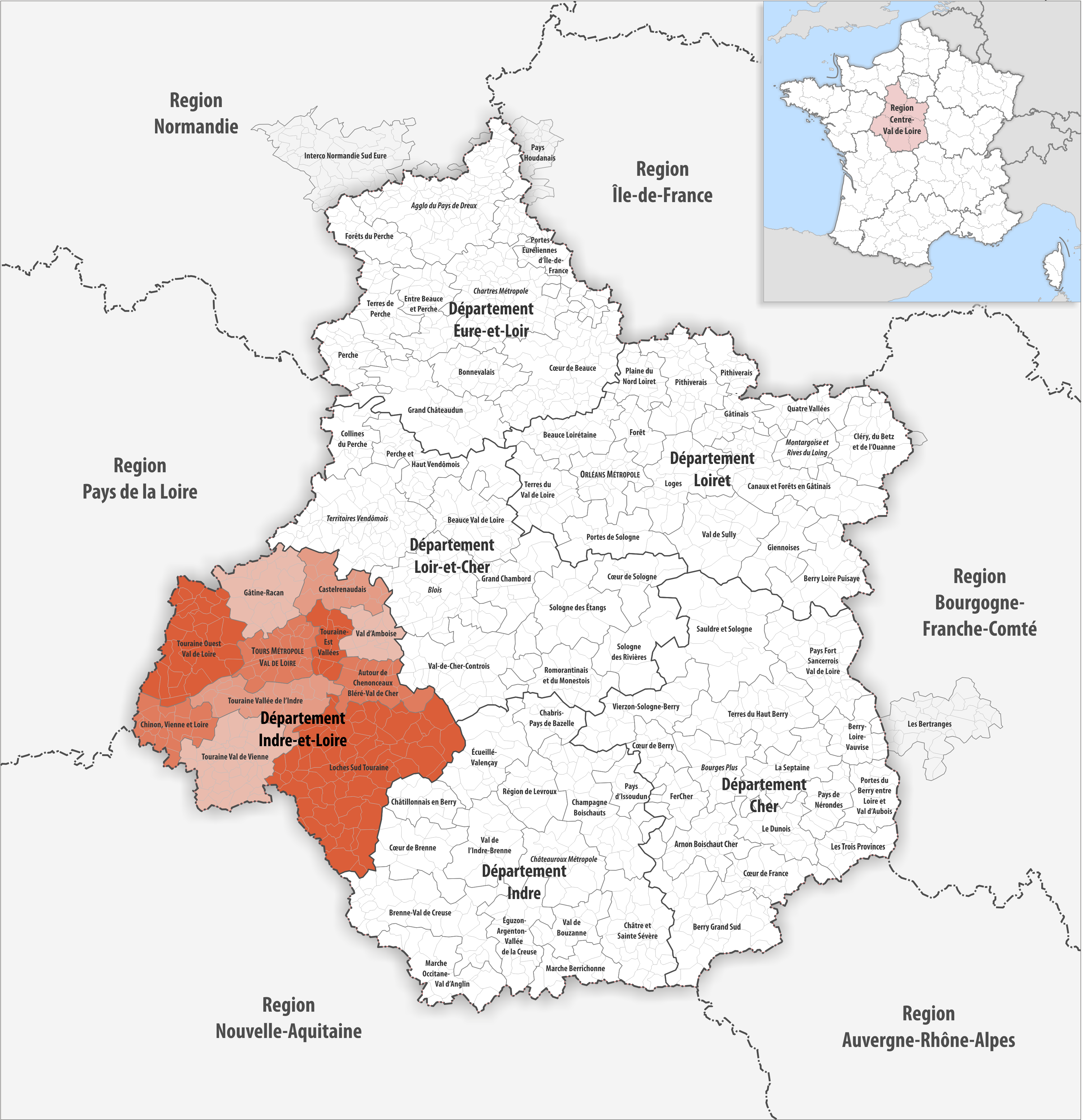
Gemeindeverbände im Département Indre-et-Loire

| Gemeindeverband                         | Gemeinden im Départ./Verband | Einwohner 1. Januar 2022 | Fläche km² | Dichte Einw./km² | SIREN- Nummer | Rechtsform             | Gründungsdatum    |
| --------------------------------------- | ---------------------------- | ------------------------ | ---------- | ---------------- | ------------- | ---------------------- | ----------------- |
| Autour de Chenonceaux Bléré-Val de Cher | 15/15                        | 21.948                   | 326,34     | 67               | 243 700 820   | Communauté de communes | 14. Dezember 2000 |
| Castelrenaudais                         | 16/16                        | 16.011                   | 353,06     | 45               | 243 700 499   | Communauté de communes | 10. Juni 1996     |
| Chinon, Vienne et Loire                 | 19/19                        | 23.735                   | 347,05     | 68               | 200 043 081   | Communauté de communes | 1. Januar 2014    |
| Gâtine-Racan                            | 19/19                        | 22.444                   | 507,28     | 44               | 200 073 237   | Communauté de communes | 27. Dezember 2016 |
| Loches Sud Touraine                     | 67/67                        | 50.822                   | 1.809,46   | 28               | 200 071 587   | Communauté de communes | 5. Dezember 2016  |
| Touraine Est Vallées                    | 10/10                        | 41.162                   | 213,46     | 193              | 200 073 161   | Communauté de communes | 22. Dezember 2016 |
| Touraine Ouest Val de Loire             | 28/28                        | 33.284                   | 757,88     | 44               | 200 072 981   | Communauté de communes | 21. Dezember 2016 |
| Touraine Val de Vienne                  | 40/40                        | 24.681                   | 684,31     | 36               | 200 072 668   | Communauté de communes | 22. Dezember 2016 |
| Touraine Vallée de l’Indre              | 22/22                        | 54.651                   | 485,02     | 113              | 200 072 650   | Communauté de communes | 16. Dezember 2016 |
| Tours Métropole Val de Loire            | 22/22                        | 299.019                  | 389,16     | 768              | 243 700 754   | Métropole              | 31. Dezember 1999 |
| Val d’Amboise                           | 14/14                        | 28.569                   | 253,68     | 113              | 200 043 065   | Communauté de communes | 1. Januar 2014    |